# Noyelles-lès-Humières
Noyelles-lès-Humières is een gemeente in het Franse departement Pas-de-Calais (regio Hauts-de-France) en telt 62 inwoners (2009). De plaats maakt deel uit van het arrondissement Montreuil.

## Geografie
De oppervlakte van Noyelles-lès-Humières bedraagt 1,2 km², de bevolkingsdichtheid is dus 51,7 inwoners per km².
De onderstaande kaart toont de ligging van Noyelles-lès-Humières met de belangrijkste infrastructuur en aangrenzende gemeenten.

## Demografie
Onderstaande figuur toont het verloop van het inwonertal (bron: INSEE-tellingen).

1. ↑  Populations de référence 2022.